# Relations entre l'Azerbaïdjan et le Maroc
Relations entre l'Azerbaïdjan et le Maroc
Les relations diplomatiques entre l'Azerbaïdjan et le Maroc désignent les relations entre la République d'Azerbaïdjan et le royaume du Maroc depuis 1992.

## Histoire
Les relations diplomatiques entre l'Azerbaïdjan et le Maroc sont établies le 25 août 1992.
Un groupe de travail sur les relations interparlementaires entre l'Azerbaïdjan et le Maroc travaille dans le Milli Majlis de la République d'Azerbaïdjan. Ce groupe de travail a été créé le 7 mars 1997 et son premier chef était Mahir Asadov. Depuis le 4 mars 2016, Imamverdi Ismayilov est à la tête du groupe de travail.